# 貝舍韋斯山
70°11′S 64°48′E / 70.183°S 64.800°E
貝舍韋斯山（英語：Mount Béchervaise）是南極洲的山峰，位於麥克羅伯特森地，屬於查爾斯王子山脈的一部分，海拔高度2,360米，處於雷斯山以東1.9公里，澳大利亞探險隊在1955年11月首次踏足該山峰。